# Karl Rosse
Karl Rosse (* 28. Jänner 1992 in Wien) ist ein ehemaliger österreichischer Handballspieler.

## Karriere
Der gebürtige Wiener ist mit Saisonstart 2012/13 in den Kader der Kampfmannschaft des Handballclubs Fivers Margareten aufgerückt. Er ist für die Margaretner aber auch in den Jugendmannschaften noch aktiv. Seit der Saison 2013/14 läuft der 1,83 Meter große Rückraumspieler für die Bundesliga-Mannschaft der Margaretner auf. Karl Rosse beendete seine Karriere. Seither ist Rosse im Jugendbereich der Fivers als Trainer aktiv.